# Bibliothek und Informationszentrum der Litauischen Universität für Gesundheitswissenschaften

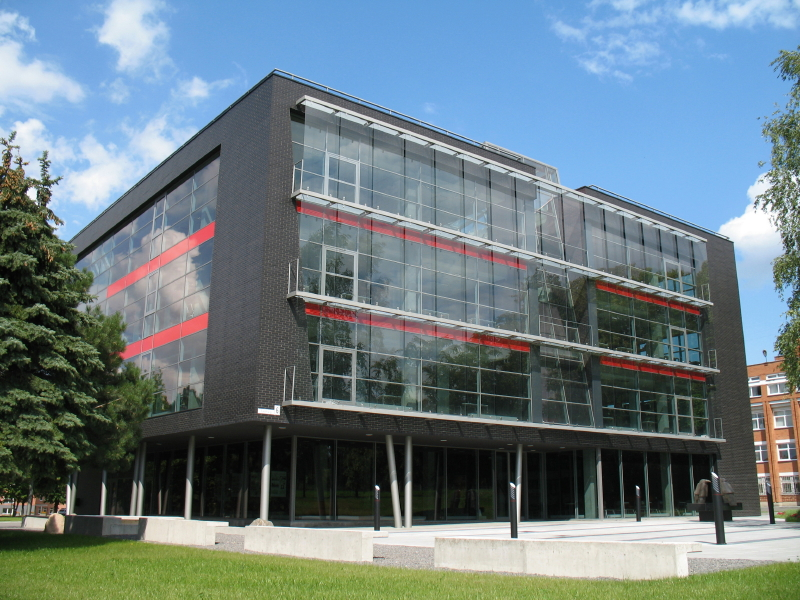
LSMU biblioteka ir informacijos centras

Die Bibliothek und Informationszentrum der Litauischen Universität für Gesundheitswissenschaften (lit. Lietuvos sveikatos mokslų universiteto biblioteka ir informacijos centras) ist eine medizinische Bibliothek in der litauischen zweitgrößten Stadt Kaunas. Sie ist eine Hochschulbibliothek und gehört der Litauischen Universität für Gesundheitswissenschaften.

## Geschichte
1923 wurde der Bibliothek-Fonds der Medizinischen Fakultät der Litauischen Universität (Lietuvos universitetas) errichtet. Nach der Reorganisation der Kauno universitetas 1950 wurde die Bibliothek des Kauno medicinos institutas gegründet. Sie hatte den Lesesaal mit 60 Sitzplätzen. 1956 wurde noch ein weiterer Lesesaal für wissenschaftliche Mitarbeiter errichtet. Ihre Bücher schenkten die Professoren wie Petras Avižonis, Petras Raudonikis, Pranas Mažylis, Benediktas Šaulys, die Dozenten Juozas Nemeikša, Andrius Matulevičius,  Andrius Domaševičius und Angehörige von Professoren Vladas Lašas und Pranas Mažylis. 1964 hatte die Bibliothek drei Abteilungen. 1993 wurde das Computer-Netzwerk errichtet. Von 2004 bis 2006 wurde das neue Gebäude der Bibliothek gebaut. Hier wurden sechs Lesesäle errichtet.
Die Bibliothek hat etwa 10.000 registrierte Benutzer und etwa 40 Mitarbeiter.

## Direktoren
- 1951–1959: Ona Jakubėnaitė
- 1960–1961: Kostas Vaitkevičius
- 1962–1975: Olga Peikštenienė
- 1975–1992: Benjaminas Kaluškevičius
- Seit 1993: Meilė Kretavičienė